# Перекрёсток судьбы
«Перекрёсток судьбы» (англ. The Crossroads of Destiny) — двадцатый эпизод второго сезона американского мультсериала «Аватар: Легенда об Аанге».

## Сюжет
Аанг и Сокка летят на Аппе обратно в Ба-Синг-Се, чтобы спасти Катару, и встречают добирающуюся туда же Тоф. Азула произносит речь для Дай Ли о государственном перевороте, внушая им страх. Дядя Айро и Зуко приходят во дворец, чтобы угостить царя чаем. Аанг врёт друзьям, что успешно завершил обучение у гуру. Айро и Зуко ждут монарха, но на них нападают Дай Ли и Азула. Дядя пьёт чай и выпускает изо рта огонь, за что его прозвали Драконом Запада. Они убегают, и Айро пробивает во дворце дыру, выпрыгивая туда, но Зуко решает остаться сразиться с сестрой, однако его быстро арестовывают. Команда Аватара приходит к царю, но он говорит, что Катара с воинами Киоши. Зуко бросают в тюрьму к Катаре. Друзья вернулись домой, и к ним приходит дядя Айро, с которым Тоф однажды пила чай. Он рассказывает, что Азула в городе, и у неё Зуко и Катара. Они решают объединиться, чтобы спасти их. Аанг, Сокка, Тоф и Айро узнают от схваченного агента Дай Ли, что Азула и Лонг Фенг объединились, а также, что захваченных в плен Зуко и Катару держат в Хрустальных катакомбах старого Ба-Синг-Се глубоко под дворцом. Другой член Дай Ли докладывает Лонг Фенгу, что скоро они схватят царя и его генералов, а также рассказывает о могуществе Азулы (подмечая, что она внушает страх и уважение одновременно).
Катара ругает Зуко в катакомбах и сетует на войну, которая лишила её матери. Зуко рассказывает, что он тоже пострадал из-за всего этого. Аанг и Айро идут искать подземную тюрьму, а Сокка и Тоф собираются предупредить царя о планах Азулы. В тоннеле Аанг спрашивает у дяди Айро совет, рассказывая, что не закрыл свои чакры из-за любви к Катаре. Айро одобряет его выбор и говорит, что всегда нужно двигаться вперёд, чтобы выйти на свет, и они находят катакомбы. Сокка и Тоф поднимаются ко дворцу и видят, как Дай Ли хватают генерала Хау. Тем временем другие члены организации пленят остальных генералов Совета Пяти. Сокка и Тоф заходят в тронный зал и сталкиваются с Мэй и Тай Ли, переодетыми в воинов Киоши. Азула угрожает царю, и Сокка с Тоф сдаются. Она приказывает Дай Ли заключить их всех под стражу. Приходит Лонг Фенг со своими подчинёнными и приказывает взять Азулу, но они этого не делают. Она говорит, что они ждут, кто окажется победителем, и читает судьбу Лонг Фенга и его прошлое. Он понимает, что проиграл в своей же игре, и поклоняется ей. Катара примиряется с Зуко. Он говорит, что понял, что может сам писать свою судьбу, и Катара хочет вылечить его шрам с помощью воды из оазиса духов, которую ей дал учитель Пакку. Она не успевает этого сделать, потому что врываются Аанг и Айро. Аватар и Катара уходят, а дядя серьёзно разговаривает со своим племянником. Он говорит Зуко сделать правильный выбор и перейти на сторону добра, но приходит Азула и, заточая дядю в кристаллах, уговаривает брата помочь ей, чтобы вернуть свою честь и заслужить прощение отца.
Далее Азула догоняет Аватара и Катару и нападает на них. Ей на помощь приходит Зуко. Он атакует Аанга, тем самым предав и Катару, и своего дядю. Тоф использует магию металла и сбегает из камеры с Соккой и Царём Земли. В ходе битвы Катара злится на Зуко из-за его предательства. Тоф использует магию земли против Тай Ли, и Мэй не препятствует им забрать медведя Боско, питомца царя. Злодеи доминируют в битве, и к ним присоединяются Дай Ли. Понимая, что врагов слишком много, и героям не справиться, Аанг прячется в кристаллах, чтобы закрыть последнюю чакру, отпустив любовь к Катаре, и входит в состояние Аватара. Однако когда он взлетает, Азула сзади убивает его молнией. Приходит Айро и говорит Катаре уносить Аанга, а сам задерживает Азулу, Зуко и Дай Ли, но быстро терпит поражение. Дядя разочарован предательством племянника. Улетая на Аппе, Катара использует воду из оазиса духов, чтобы залечить рану Аанга и оживить его. Аватар приходит в себя. Азула злорадствует победе, а Зуко переживает из-за того, что предал дядю, но сестра отвечает, что это дядя предал его. Она говорит, что отец встретит сына героем, ведь он вернул себе честь. Царь Земли с печалью признаёт, что Царство Земли пало.

## Отзывы

Динамика оценок IGN к эпизодам 2 сезона мультсериала

Макс Николсон из IGN поставил эпизоду оценку 9,5 из 10 и написал, что «как и должно быть в финале любого хорошего сезона, „Перекрёсток судьбы“ стал почти безупречным завершением всего того, что произошло в Книге Второй, особенно в сюжетной арке Ба-Синг-Се». Рецензент отметил, что «для многих фанатов эта серия стала началом „Зутары“ (смесь Зуко и Катары), и, несмотря на её тщетность, химия героев здесь, романтическая или нет, была бесспорной». Критику было приятно видеть, как в этом эпизоде Зуко и Айро взаимодействовали с командой Аватара не как враги, отчего «было ещё более душераздирающе, когда Зуко всё же напал на них в конце, даже если это действительно привело к зрелищной битве». Николсон подметил и непростое решение Аанга отпустить Катару, чтобы войти в состояние Аватара. В конце рецензент написал, что «учитывая все обстоятельства, „Перекрёсток судьбы“ остаётся одним из самых мрачных эпизодов „Аватара“, заканчивая на тёмной ноте зловещим заявлением Царя Земли, что „Царство Земли пало“».
Хайден Чайлдс из The A.V. Club написал, что было «немного мило, когда Тоф крепко держалась за руку Сокки» во время полёта на Аппе в начальной сцене. Рецензент отметил, что «при первом просмотре эпизода предположил, что Катара и Зуко станут парой, а Айро будет учителем магии огня Аанга». Он продолжил, что «обе эти перспективы казались многообещающими, но, как мы вскоре увидим, они невозможны». Однако критику не совсем понравилось, что «Айро определил нацию Огня как зло, а команду Аватара как добро» при разговоре с племянником. Чайлдс написал, что «если бы Катара использовала свою духовную воду, чтобы исцелить шрам Зуко, Аанг был бы мёртв», но посчитал, что «возможно, восстановление лица Зуко могло бы склонить его против Азулы», и рецензент захотел пошутить о Двуликом и Бэтмене.
Screen Rant и CBR поставили серию на 1 место в топе лучших эпизодов 2 сезона мультсериала по версии IMDb. Screen Rant также включил серию в топ лучших эпизодов по версии Reddit.